# Василівка (Березинський район)
Василівка (біл. вёска Васильевка) — село в складі Березинського району Мінської області, Білорусь. Село підпорядковане Капланецькій сільській раді, розташоване в східній частині області.